# Емма Г'юіт
Емма Луіз Г'юїтт (англ. Emma Louise Hewitt; нар. 1988) — австралійська співачка, автор пісень і вокалістка трансу. Народилася 28 квітня 1988. Проживає у Лос-Анджелесі.

## Біографія
Емма Г'юїтт була солісткою австралійської рок-групи «Missing Hours», з якою випустила однойменний дебютний альбом у жовтні 2008 року. До складу групи входив її брат Ентоні та вона. Зараз група розпалася, так як вони живуть у Європі, та працюють авторами для електронних пісень. Хоч Емма працювала у виконанні рок-пісень, вона випустила свій дебютний сингл в 2007 році в стилі прогресив-хаус. Сингл "Carry Me Away" був виконаний з британським ді-джеем Крісом Лейком. Сингл зайняв 11 місце в іспанських чартах, а також 12-те у Фінляндії. В цілому перебував 50 тижнів у Billboard Hot Dance Airplay чартах в США і досяг 1-го місця в грудні [2007] року. Після такого успіху, вона працювала з кількома ді-джеями трансу: Cosmic Gate, Гаретом Емері, Dash Berlin і Ronski Speed. Сингл «Waiting», який вона опублікувала з Dash Berlin в 2009 році, був на 25-ому місці в бельгійському чарті. У популярному радіо шоу Арміна Ван Бюрена A State Of Trance, сингл було обрано з 2109 голосами найкращим 2009 року. На міжнародному музичному фестивалі премії танцю 2010, «Waiting» був нагороджений як найкращий Євро трек. Вона була номінована двічі в категорії найкращого трансового треку з синглами «Waiting» та «Not enough time».

## Дискографія
«Missing Hours»
- Missing Hours (2008)

Emma Hewitt
- Burn the Sky Down (2012)

Відомі сингли
- Waiting 2009
- Not enough time 2010
- Miss You Paradise 2012
- Still Remember You (Stay Forever) 2012
- Foolish Boy 2012

Співпраці
За весь час існування сольної кар'єри, Хюіт співпрацювала з такими ді-джей продюсерами:
- Chris Lake
- Cosmic Gate
- Serge Devant
- Dash Berlin
- Amurai
- Ronski Speed
- Маркус Шоссоу
- Гарет Емері
- Lange
- Allure
- Micky Slim
- Армін ван Бюрен